# گمینا لوووک
گمینا لوووک (به لهستانی:  Gmina Lwówek) یک گمینا در لهستان است که در شهرستان نوو تومشل واقع شده‌است. گمینا لوووک ۱۸۳٫۵ کیلومتر مربع مساحت و ۹٬۱۵۱ نفر جمعیت دارد.